# Michael Otto
Pour les articles homonymes, voir Michael Otto (homonymie).
Michael Otto, né le 12 avril 1943 à Kulm en Pologne occupée, est le président de Otto Group, la principale entreprise de vente par correspondance au monde avec environ 24 milliards de dollars de vente en 2003. Otto et sa famille ont des propriétés immobilières au Canada et aux États-Unis, des centres commerciaux en Allemagne et des parts dans la chaîne d'ameublement Crate & Barrel.

## Biographie

### Jeunesse
Il a étudié à l'université de Hambourg et à l'université de Munich (où il obtenu son doctorat).

### Vie privée
Otto est marié et a deux enfants. 

## Écologie
Défenseur de l’environnement, sa compagnie met en avant des produits respectueux de l'environnement. En 1993, il créa la Fondation Michael Otto (en allemand, la Michael Otto Stiftung).